# Brigada Kralj Tomislav
Brigada Kralj Tomislav bila je postrojba Hrvatskog vijeća obrane tijekom rata u BiH. Brigada je nazvana po srednjovjekovnom hrvatskom kralju Tomislavu, koji je okrunjen na Duvanjskom polju u Tomislavgradu. Kasnije je preustrojena u 79. domobransku pukovniju "Kralj Tomislav".

## Povijest

### Početak
Brigada Kralj Tomislav ustrojena je u Tomislavgradu 2. srpnja 1992. godine. Kada je 8. travnja 1992. ustrojeno Hrvatsko vijeće obrane, tako su i sve hrvatske dobrovoljačke postrojbe u obrani Tomislavgrada, kao i postrojbe dotadašnje Tomislavgradske teritorijalne obrane, preustrojene u jednu cjelovitu brigadu. Pripadnici brigade sudjelovali su u bitci za Kupres, u kojoj su nadmoćne jugo-srpske snage zauzele hrvatski grad. Brigada je u toj bitci imala velike žrtve.
U listopadu 1992. zapovjednik brigade postaje Željko Glasnović. Dozapovjednik brigade bio je Jürgen Schmidt. Brigada je s vremenom narasla na tri tisuće ljudi, i bila podjeljena na pet bojnih. Drugu bojnu brigade činili su dijelom tomislavgradski Muslimani, kojih je u brigadi bilo oko 150. U brigadi je postojao i vod Viking, u kojem su se nalazili dobrovoljci iz zapadno-europskih zemalja.
Po izbijanju bošnjačko-hrvatskog sukoba u Prozoru krajem 1992., jedna satnija brigade Kralj Tomislav je poslana u pomoć tamošnjoj brigadi HVO-a. Neki pripadnici brigade poslani su u pomoć HVO-u u Uskoplju. U Tomislavgradu ne dolazi do sukoba Hrvata i Muslimana-Bošnjaka, ali muslimansko-bošnjački pripadnici brigade su u lipnju 1993. razoružani i držani pod nadzorom.

### Sastav brigade početkom 1993.
- Prva bojna "Tomislav"
- Posuška bojna
- Kupreška bojna
- Druga bojna
- 13. bojna HOS-a
- Oklopna bojna

### Preustroj
Nakon završetka bošnjačko-hrvatskog sukoba u veljači 1994. godine i stvaranja Vojske bošnjačko-hrvatske Federacije, postojeće pješačke brigade HVO-a preimenovane su u domobranske pukovnije (pukovnije Civilne zaštite), a došlo je i do stvaranja nekih novih domobranskih pukovnija. Brigada Kralj Tomislav preustrojena je u 79. domobransku pukovniju "Kralj Tomislav" u sklopu 1. gardijske brigade Bruno Bušić.

## Poveznice
- Željko Glasnović o Tomislavgradskoj brigadi  Arhivirana inačica izvorne stranice od 10. rujna 2011. (Wayback Machine)
- Obilježen Dan Brigade kralja Tomislava  Arhivirana inačica izvorne stranice od 23. srpnja 2012. (Wayback Machine)